# Sherlock Holmes (pièce de théâtre)
Vous lisez un « article de qualité » labellisé en 2012.
Sherlock Holmes est une pièce de théâtre en quatre actes écrite par William Gillette et créée en 1899 à New York. La pièce raconte une nouvelle enquête du détective Sherlock Holmes, dont certaines séquences sont inspirées d'aventures du canon holmésien, notamment Un scandale en Bohême, Le Dernier Problème et Une étude en rouge. Le détective Sherlock Holmes est joué par William Gillette lors des premières représentations.
L'accueil critique de Sherlock Holmes est très favorable et la pièce est représentée à de nombreuses reprises dans différents pays pendant plusieurs décennies. L'œuvre a par la suite été adaptée au cinéma, à la radio, à la télévision et en bande dessinée.
Traduite par Pierre Decourcelle, la pièce est publiée en français en 1907 aux éditions Pierre Lafitte. Cette traduction diffère sensiblement de la version originale : certains personnages changent de nom, la pièce est redécoupée en cinq actes et propose une fin différente de celle d'origine, s'inspirant de La Maison vide.
Cette pièce de théâtre n'étant pas écrite par Arthur Conan Doyle, elle n'est pas considérée comme faisant partie du canon holmésien. Néanmoins, elle y est rattachée de manière étroite, puisque le créateur de Sherlock Holmes en a impulsé le projet, en a validé la qualité finale, et se trouve mentionné pour cette raison comme coauteur de la pièce. Selon Jean-Pierre Croquet : « Dans la mesure où elle joue un rôle important dans l'élaboration du mythe de Sherlock Holmes, la pièce de Gillette s'impose comme partie intégrante de l'œuvre ».

## Trame

### Personnages
- James Larrabee, utilisant le faux nom « Chetwood » (version française : James Orlebar, utilisant le faux nom « Murray ») : maître de maison et petit malfaiteur. Décrit comme un homme grand aux cheveux noirs, bien bâti, au visage sévère, habillé avec une certaine élégance.
- Madge Larrabee (version française : Madge Orlebar) : femme de James Larrabee. Décrite comme une belle femme aux cheveux noirs et à la tenue recherchée, mais au visage sévère.
- Judson Forman (version française : Benjamin Forman) : maître d'hôtel des Larrabee. Tenue irréprochable.
- Alice Faulkner (version française : Alice Brent) : jeune fille habitant chez les Larrabee. Belle jeune fille portant des marques de mauvais traitements physiques sur les bras.
- Mrs Faulkner (version française : Mistress Brent) : mère d'Alice, habitant chez les Larrabee. Cheveux blancs, robe noire en lambeaux.
- Thérèse : femme de chambre d'Alice. Joli visage, française.
- Sidney Prince (version française : John Bribb) : bricoleur et petit criminel, connaissance des Larrabee. Homme de petite taille, désinvolte et alerte, portant plusieurs bagues voyantes.
- Sherlock Holmes : détective privé. Porte une robe de chambre à son domicile.
- Billy : groom du détective.
- Docteur Watson : ami du détective.
- Parsons (version française : John) : valet de chambre de Watson.
- Professeur Moriarty : ennemi de Sherlock Holmes. Apparence semblable à la description dressée dans Le Dernier Problème.
- Alfred Bassik : bras droit du professeur Moriarty. Homme âgé d'une quarantaine d'années, cheveux noirs, bien bâti, alerte, regard « sinistre ».
- McTague, Leary  et Craigin (version française : Fletcher, Jarvis et Fitton) : hommes de main de Moriarty.
- Count von Stalburg et Sir Edward Leighton (version française : comte Stalhberg et baron d'Altenheim) : aristocrates. Attitude guindée et tenue irréprochable.

### Intrigue

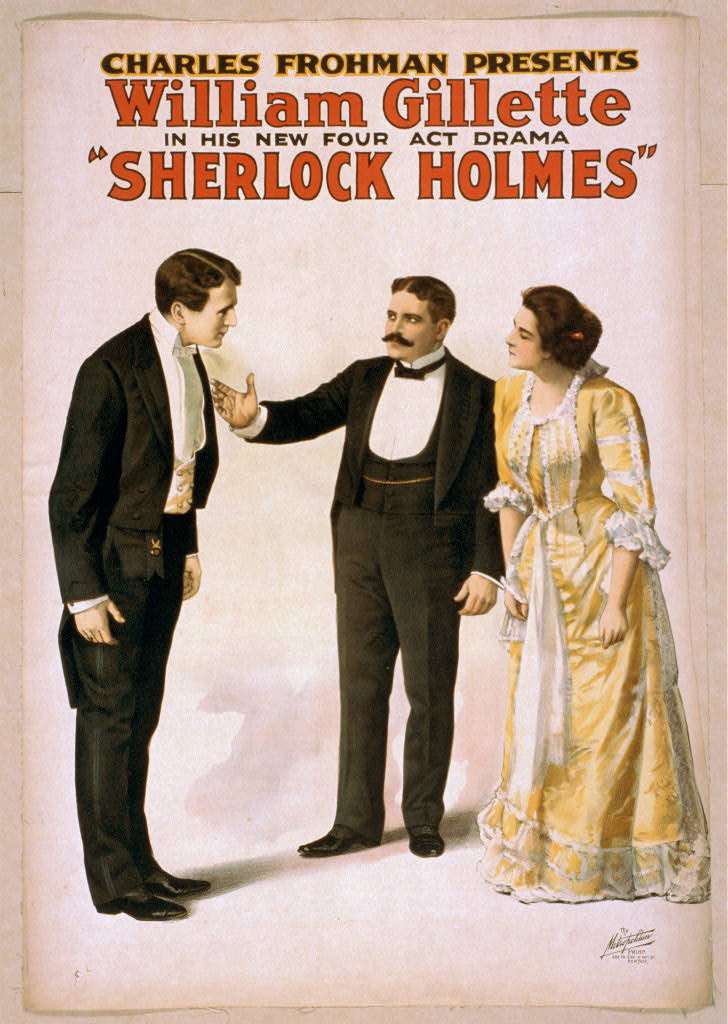
James Larrabee présente Sherlock Holmes à sa femme.

- Contexte : James et Madge Larrabee sont un couple de petits malfaiteurs. En voyageant sur le continent, ils ont rencontré Alice Faulkner, une jeune fille de bonne famille très affectée par le récent suicide de sa sœur. La sœur d'Alice s'est suicidée de détresse à la suite d'une liaison cachée et brutalement terminée avec un homme de la très haute noblesse allemande ayant refusé le mariage. Des lettres d'amour ont été échangées entre les amants pendant leur liaison, et Alice a récupéré la correspondance compromettante. Le souhait d'Alice est de venger sa sœur en envoyant ces lettres à la future femme du dignitaire allemand pour créer un scandale. Le couple Larrabee, mis dans la confidence, a préféré élaborer un plan pour s'emparer des lettres et les revendre à un prix élevé à la famille du dignitaire. Ils ont ainsi offert l'hospitalité à Alice dans leur domicile londonien en simulant la compassion, de manière à disposer facilement des lettres.
- Acte I : Lorsque le rideau se lève, les Larrabee essaient de reprendre les lettres enfermées dans le coffre du salon, mais la combinaison a été changée par Alice. Sidney Prince, une connaissance de James Larrabee, parvient à ouvrir le coffre, mais celui-ci est vide : Alice a déjà récupéré les lettres. James Larrabee menace sans résultat la jeune fille pour qu'elle révèle sa cachette. Sherlock Holmes, contacté par la famille du dignitaire allemand pour racheter les lettres, arrive alors au domicile des Larrabee. Le détective fait croire à un départ d'incendie dans la maison, engendrant chez Alice un mouvement instinctif vers une chaise du salon. Holmes inspecte l'étoffe de la chaise en question et y trouve les lettres cachées par la jeune fille. Cependant, conscient qu'Alice pourrait l'attaquer en justice pour vol, le détective préfère rendre les lettres à la jeune fille, gagnant ainsi la confiance de cette dernière avant de repartir. James Larrabee se rend compte qu'il lui est inutile d'essayer de s'emparer des lettres d'Alice pour les revendre lui-même : la vente avec la famille du dignitaire doit forcément se faire par l'intermédiaire de Holmes.
- Acte II (version française) / Acte II, scène 1 (version originale) : L'action se déroule dans le cabinet du professeur Moriarty. Ce dernier s'entretient avec Alfred Bassik, son bras droit, et remarque que Sherlock Holmes vient fréquemment contrecarrer ses projets criminels. Sidney Prince et le couple Larrabee viennent au cabinet pour informer Bassik et Moriarty que Sherlock Holmes est intervenu dans leur demeure pour l'affaire des lettres. Moriarty décide de s'intéresser à son tour à cette affaire pour s'approcher de Sherlock Holmes et le tuer. Il ordonne à Madge Larrabee de rédiger de fausses lettres semblables à celles d'Alice, et ordonne à James Larrabee de confectionner une invitation destinée à Sherlock Holmes pour le faire venir le soir même dans un lieu où on lui tendra une embuscade. Une fois les ordres donnés, Moriarty décide de se diriger vers le domicile de Sherlock Holmes à Baker Street pour essayer de l'éliminer dès l'après-midi.

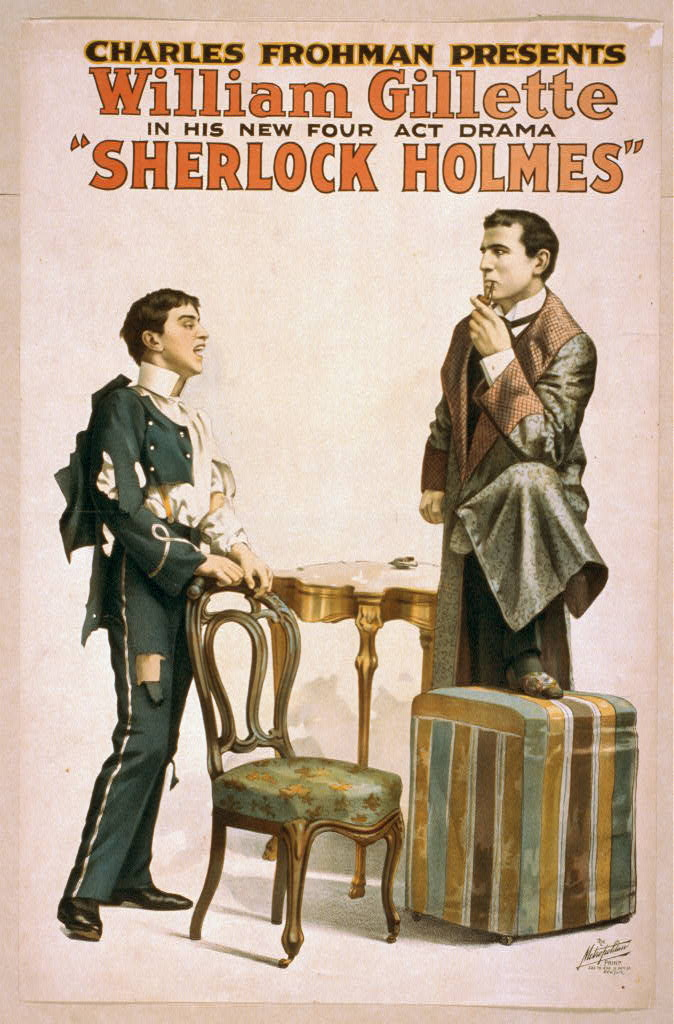
Ses vêtements déchirés, le groom Billy échappe aux hommes de main de Moriarty.

- Acte III (version française) / Acte II, scène 2 (version originale) : L'action se situe au 221B Baker Street, résidence de Sherlock Holmes. Le détective révèle au docteur Watson qu'il est conscient d'être la nouvelle cible du professeur Moriarty. Forman (maître d'hôtel des Larrabee travaillant pour Holmes) arrive au 221B pour informer le détective que Madge Larrabee a commencé à confectionner un paquet de fausses lettres, preuve qu'un piège va lui être tendu. Le groom Billy apporte à cet instant à Holmes la missive de James Larrabee lui proposant un rendez-vous le soir même pour procéder à la vente des lettres. Holmes sait pertinemment qu'il s'agit d'un piège mais décide néanmoins de jouer le jeu et répond en acceptant le rendez-vous. Tous les personnages sont appelés individuellement au-dehors et quittent l'appartement de Holmes. Le détective comprend un peu tard qu'il s'agit d'une manœuvre de Moriarty pour dégager l'accès du 221B. Moriarty entre effectivement au 221B armé d'un pistolet, mais Holmes (lui-même armé) parvient à lui faire poser son arme sur la table. Le détective appelle son groom Billy (revenu de l'extérieur après avoir souffert des hommes de main de Moriarty) pour que celui-ci s'empare d'un second pistolet dissimulé par Moriarty. Ce dernier parvient néanmoins à récupérer son arme posée sur la table et tire à plusieurs reprises sur Holmes. Les coups partent à blanc car Holmes avait déchargé le pistolet de son ennemi. Entièrement désarmé, Moriarty repart du 221B en sachant qu'une autre occasion d'éliminer le détective se présentera le soir même.

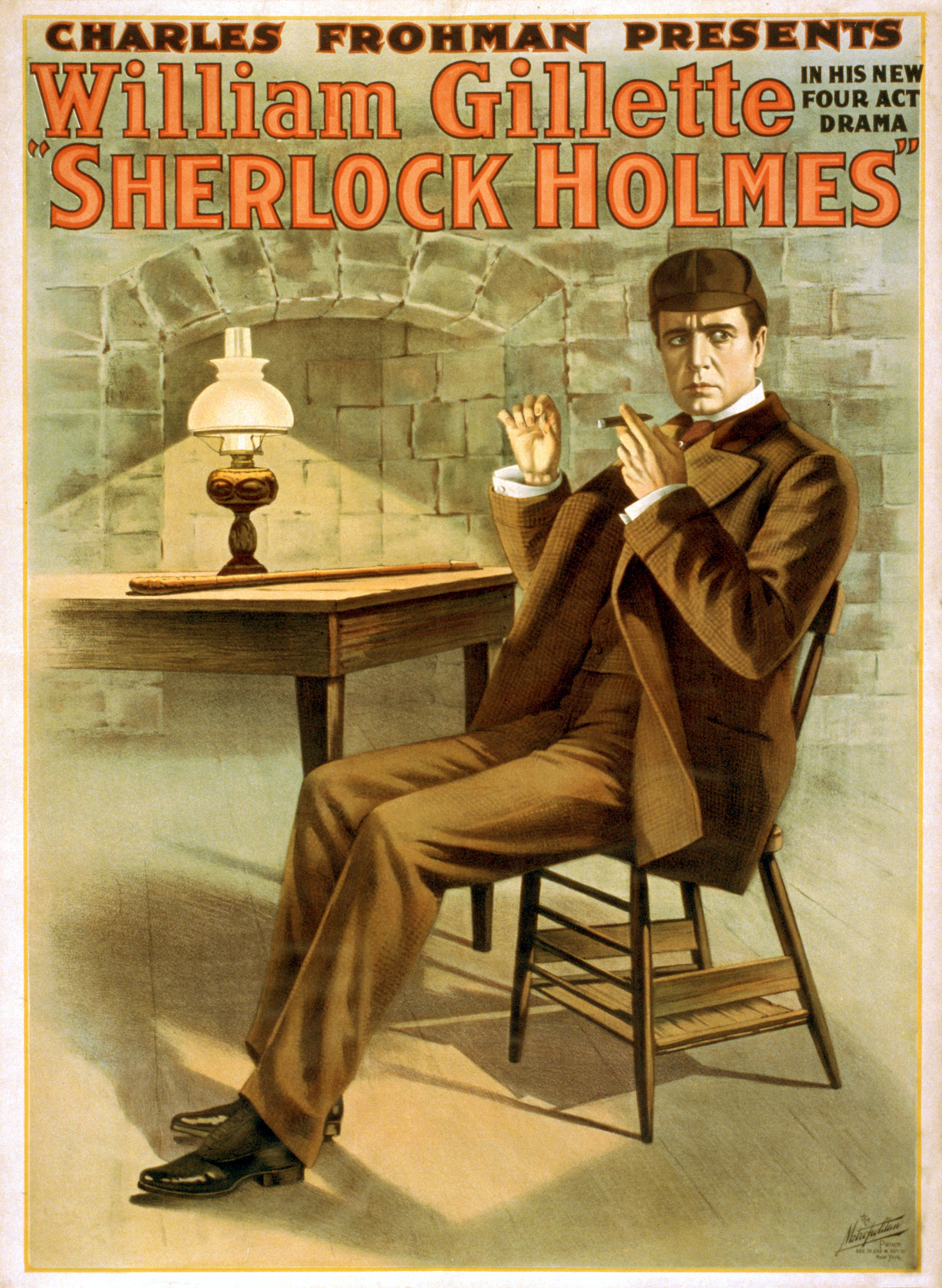
Sherlock Holmes fumant un cigare dans la « Chambre du Sommeil ».

- Acte IV (version française) / Acte III (version originale) : L'action se déroule à la « Chambre du Sommeil » (Stepney Gas Chamber), une bâtisse donnée comme lieu de rendez-vous à Holmes. Trois hommes de main de Moriarty attendent l'arrivée du détective. Moriarty vient inspecter le lieu et laisse comprendre que Sherlock Holmes devra être enfermé dans la pièce, puis intoxiqué au gaz. Avant cela, une discussion doit avoir lieu entre James Larrabee et Holmes pour lui faire acheter le paquet de fausses lettres réalisées par Madge Larrabee. Les hommes de main de Moriarty se cachent dans la pièce et Larrabee attend Holmes. À la stupéfaction générale, c'est Alice qui arrive dans la pièce : celle-ci a suivi James Larrabee en fiacre. La jeune femme est immédiatement maîtrisée par les hommes de main qui l'enferment brutalement dans un placard du fond de la pièce. Une fois la situation maîtrisée, Sherlock Holmes entre à son tour. Le détective remarque immédiatement qu'une intoxication au gaz est prévue étant donné le calfeutrage du lieu. Néanmoins, Holmes joue le jeu de ses adversaires en marchandant le prix des lettres qui s'échangent contre 1 000 £. Holmes laisse alors entendre que le placard du fond est suspect, et libère Alice. Cette libération déclenche l'arrivée des hommes de main qui s'apprêtent à saisir Holmes. Alice affirme qu'elle est prête à mourir avec Holmes plutôt que de l'abandonner. Holmes fait alors tomber la seule lampe qui éclaire la scène, désormais plongée dans l'obscurité. Dans la confusion créée, et en faisant une diversion grâce à la lumière d'un cigare, Holmes parvient à s'échapper avec Alice en enfermant dans la pièce leurs quatre adversaires.
- Acte V, premier tableau (version française) / Acte IV (version originale) : Le dernier acte se déroule au cabinet du docteur Watson et la version originale diffère fortement de la version française. Les deux versions commencent de la même manière : Watson reçoit la visite de Sidney Prince, qui lui fait croire à un mal de gorge pour avoir le temps de vérifier si Holmes se trouve chez le docteur. Watson se rend compte du jeu de Sidney Prince et lui ordonne de quitter son cabinet.

Dans la version d'origine, Watson reçoit ensuite Madge Larrabee qui se présente sous un prétexte comme Sidney Prince. Un prêtre est alors renversé par un fiacre devant le cabinet de Watson et se fait amener d'urgence à l'intérieur par le cocher pour vérifier d'éventuelles blessures. Madge comprend qu'il s'agit de Sherlock Holmes déguisé en prêtre et souhaite repartir pour communiquer l'information, mais Forman, qui était déguisé en cocher, immobilise Madge. Holmes souhaite néanmoins que Madge puisse donner un signal d'alerte pour que Moriarty entre chez Watson : Forman relâche momentanément Madge, qui donne un signal d'alarme par la fenêtre. Billy (déguisé en vendeur de journaux) entre alors dans le cabinet et explique que, après le signal, Moriarty a pris la place du cocher dans un fiacre que Watson attendait. Holmes fait appeler le cocher (Moriarty) pour que celui-ci vienne chercher une valise dans le cabinet. Moriarty entre ainsi sur scène costumé en cocher et se penche vers la valise pour la prendre. Holmes parvient alors à menotter Moriarty avant qu'il ait eu le temps de réagir. Tout en menaçant Holmes d'une vengeance à venir, Moriarty est emmené par Scotland Yard. Alice arrive à son tour chez Watson et est invitée à patienter dans la salle d'attente tandis que le comte von Stalburg et sir Edward Leighton, proches du dignitaire allemand, entrent à leur tour pour s'enquérir des lettres. Holmes leur tend les fausses lettres achetées la veille : les deux aristocrates allemands s'indignent en découvrant qu'il ne s'agit pas des originaux. Holmes feint la surprise et le déshonneur. En entendant cela depuis la salle d'attente, Alice entre et remet aux aristocrates les véritables lettres pour sauver l'honneur du détective : l'affaire est close et Watson raccompagne les aristocrates. Holmes et Alice sont alors seuls sur scène : Holmes joue la franchise en avouant son stratagème à Alice pour qu'elle remette les lettres aux aristocrates, mais Alice refuse de croire que Holmes a agi sans éprouver de véritables sentiments envers elle. Holmes et Alice échangent des regards éloquents, et le rideau tombe après une étreinte entre Holmes et Alice, celle-ci reposant sa tête sur la poitrine du détective.
Dans sa traduction française, Pierre Decourcelle reconstruit entièrement le dernier acte. Madge n'entre pas chez Watson, et l'arrestation de Moriarty est supprimée. Holmes entre chez Watson déguisé en prêtre, et Sidney Prince est alors arrêté. La traduction enchaîne directement avec l'arrivée d'Alice chez Watson, puis la remise des lettres. L'étreinte entre Holmes et Alice va jusqu'au baiser sur les lèvres, contrairement à la version originale. Watson entre de nouveau en scène et évoque un mariage imminent entre les deux amants. Holmes veut néanmoins éliminer Moriarty avant de se consacrer à sa future femme, et repart de chez Watson.
Dans les deux versions, Holmes précise précédemment à Watson que Moriarty a mis le feu au 221B Baker Street, détruisant l'ensemble de ses documents et de ses biens.
· Acte V, deuxième tableau (uniquement dans la traduction française de Pierre Decourcelle) : Le décor du cabinet de Watson est décalé sur la gauche pour laisser apparaître à droite le décor d'une maison vide, séparée du cabinet de Watson par une rue centrale. Holmes revient chez Watson épuisé en portant une lourde malle, et demande à se reposer à l'étage dans un fauteuil dissimulé par un paravent. Moriarty entre avec Bassik dans la maison vide, et sort un fusil amélioré qu'il pointe vers la maison de Watson. Madge Larrabee sonne chez Watson pour apporter une fausse missive qui doit parvenir au détective. Watson et Alice montent à l'étage pour remettre le mot à Holmes, et retirent le paravent qui cachait le fauteuil. Moriarty tire immédiatement sur la silhouette du détective, qui se révèle être un mannequin que Holmes avait apporté dans sa malle. À ce même moment, Sherlock Holmes apparaît à l'étage de la maison vide et se précipite sur Moriarty qu'il maîtrise avec l'aide de Forman. Bassik est maîtrisé par Billy et un inspecteur de police. Pris en flagrant délit, les deux criminels sont arrêtés et Holmes peut désormais se consacrer entièrement à Alice.

## Écriture

### 1897-1899
À la fin des années 1890, Arthur Conan Doyle commence à s'intéresser à l'écriture théâtrale alors qu'il s'installe à Undershaw, sa résidence de Hindhead, dans le Surrey. Conan Doyle a alors d'importants besoins financiers liés à la construction d'Undershaw, que ses récents romans ne lui permettent pas de combler à cause de leur simple succès d'estime. Bien que l'auteur refuse toujours d'écrire de nouvelles aventures de Sherlock Holmes (dont il a décrit la mort dans Le Dernier Problème), il commence néanmoins en 1897 l'écriture d'une pièce de théâtre en cinq actes mettant en scène son détective dont il connaît le succès auprès du public.
L'acteur britannique Herbert Beerbohm Tree, intéressé par le rôle principal de la pièce, se rend alors à Undershaw pour découvrir le texte et s'entretenir avec Conan Doyle d'un éventuel contrat. Le Daily Mail annonce cette rencontre le 15 décembre 1897 au grand public qui est ravi d'apprendre que le détective va être porté sur scène par son créateur. Néanmoins, la rencontre entre les deux hommes se révèle infructueuse : Herbert Beerbohm Tree, peu réaliste, veut jouer sur scène à la fois le rôle de Sherlock Holmes et de son ennemi le professeur Moriarty,. Conan Doyle fait remarquer à l'acteur que cela est impossible étant donné que les deux personnages apparaissent simultanément sur la scène lors de l'intrigue, mais Tree insiste et demande à Conan Doyle de réaliser des modifications dans le scénario, en affirmant « Pour Moriarty, je mettrai une barbe »,. Face à cette mésentente, les relations entre les deux hommes cessent. Conan Doyle propose sa pièce à l'acteur Henry Irving qui la refuse, et l'auteur exprime alors à sa mère en 1898 son désir d'abandonner cette pièce en laissant le manuscrit dans ses tiroirs sans aucune publication ni aucune représentation.
| |  |  |
| Charles Frohman (à gauche) est contacté par l'agent littéraire de Conan Doyle et propose à William Gillette (à droite) de jouer le rôle du détective. |  |  |

Néanmoins Alexander Pollock Watt, agent littéraire de Conan Doyle, refuse que la pièce soit abandonnée. Watt envoie le manuscrit de la pièce à Charles Frohman, un producteur new-yorkais jouissant d'une certaine célébrité, qui contacte à son tour l'acteur américain William Gillette pour lui remettre le manuscrit,. Gillette ne connaît presque rien de Sherlock Holmes, mais la pièce l'intéresse : l'acteur lit alors l'ensemble du canon holmésien paru à cette époque pour mieux connaître le personnage, puis contacte Arthur Conan Doyle pour obtenir la permission d'interpréter le rôle du détective. L'acteur voit cependant de nombreuses imperfections dans cette première version et souhaite y apporter d'importants changements pour obtenir un meilleur rendu sur scène,. William Gillette entreprend une réécriture complète de la pièce, et envoie de nombreux télégrammes d'outre-Atlantique à Conan Doyle pour lui soumettre d'éventuelles modifications. Arthur Conan Doyle est au départ peu favorable à ces changements et ne répond pas aux messages qui affluent. Néanmoins, sa position évolue et le créateur de Sherlock Holmes laisse finalement une grande liberté de réécriture à Gillette. Dans l'un de ses câbles, Gillette pose une question incongrue : « Puis-je marier Sherlock Holmes ? » Conan Doyle, fatigué de toute cette communication, répond à l'acteur : « Vous pouvez tuer Holmes, ou le marier, ou tout ce que vous voulez »,. La réponse de Conan Doyle est d'autant plus surprenante que l'auteur avait clairement indiqué dans un premier temps à Charles Frohman qu'il ne voulait pas que la réécriture de la pièce comporte des sentiments amoureux, en lui écrivant notamment : « There must be no love business in Sherlock Holmes ».
William Gillette écrit finalement une pièce entièrement nouvelle en seulement quatre semaines, et garde très peu d'éléments de la version d'origine de Conan Doyle. Seuls les personnages principaux sont conservés (Holmes, Watson et Moriarty), ainsi que le groom du détective, que Gillette décide de nommer « Billy ». On ne sait pas si d'autres éléments de la version d'origine ont été conservés par Gillette, car le dramaturge américain ne semble pas avoir conservé l'unique manuscrit rédigé par Conan Doyle, qu'il jugeait mauvais, et il est désormais impossible d'étudier les points communs entre l'un et l'autre texte. Il semblerait toutefois que les deux versions ne partagent pas davantage de points communs puisque, selon Conan Doyle lui-même, la version finale de la pièce est uniquement l'œuvre de Gillette et non de lui. Dans un premier brouillon de la pièce, Gillette fait prononcer à Holmes la réplique « Elementary, my dear Watson » (« Élémentaire, mon cher Watson ») que Conan Doyle n'a jamais prêtée telle quelle à son détective. Cependant, la réplique devient « Elementary, my dear fellow » (« Élémentaire, mon cher camarade ») dans la version finale. Ainsi, Gillette n'a jamais prononcé la réplique « Elementary, my dear Watson » sur scène et n'a pas participé à la populariser.
Cependant, le premier manuscrit rédigé par Gillette brûle le 23 novembre 1898 dans un incendie d'hôtel à San Francisco. Le dramaturge avait néanmoins conservé une copie de l'ensemble de la pièce, à l'exception du premier acte. À partir de cette copie et de ses souvenirs, William Gillette a réécrit le premier acte en moins d'une semaine ainsi que plusieurs passages des actes suivants,. La copie utilisée par Gillette amputée du premier acte est désormais conservée au « Harriet Beecher Stowe Center » (anciennement « Stowe-day Foundation ») situé à Hartford, dans le Connecticut.
William Gillette, ayant terminé sa réécriture, se rend en mai 1899 à Undershaw pour présenter la version finale à Arthur Conan Doyle. La rencontre entre les deux hommes à la gare est particulièrement originale : Gillette se costume en Sherlock Holmes avant de descendre du train (il porte alors une cape grise, un deerstalker et fume une pipe), approche de Conan Doyle une loupe à la main, inspecte son hôte avec sa loupe avant de s'exclamer « Un auteur, sans nul doute,, ! » Arthur Conan Doyle est extrêmement surpris et reste interdit avant de rire franchement,. Les deux hommes s'entendent bien, grâce notamment à leur intérêt commun pour le spiritisme, et, sans hésiter, Conan Doyle donne son approbation à la nouvelle version de la pièce entièrement réécrite par Gillette, à laquelle il rajoute seulement quelques dernières modifications mineures,. L'auteur apprécie réellement le travail de Gillette et écrit à sa mère « Deux de ses actes sont simplement magnifiques », « Gillette a fait une très bonne pièce »,.

### Inspiration du Canon
Ayant lu l'ensemble des deux romans et vingt-quatre nouvelles de Sherlock Holmes parues de 1887 à 1893, William Gillette reprend dans sa pièce de nombreuses séquences issues des aventures du canon holmésien.
Gillette s'inspire tout particulièrement d’Un scandale en Bohême (1891), dont il retient notamment les sentiments de Sherlock Holmes envers une femme : Irène Adler dans la nouvelle, devenue Alice Faulkner dans la pièce. Comme dans cette nouvelle, Holmes fait croire à un départ d'incendie dans une maison pour que la jeune femme (Irène/Alice) trahisse la cachette de précieux documents par un mouvement instinctif effectué pour les sauver des flammes. L'astuce du départ d'incendie est elle-même inspirée dans une certaine mesure de La Lettre volée (1844) d'Edgar Allan Poe. À la fin de la pièce, Holmes pénètre chez Watson costumé en homme d'église en faisant croire à un accident survenu devant son cabinet, stratagème utilisé à l'identique dans Un scandale en Bohême pour s'introduire chez Irène Adler.
Le dramaturge s'inspire aussi tout particulièrement de l'aventure Le Dernier Problème (1893), seule aventure parue à cette époque narrant la rivalité et la confrontation de Sherlock Holmes avec le professeur Moriarty. Certaines répliques sont directement issues de cette nouvelle, notamment lorsque Sherlock Holmes qualifie Moriarty de « Napoléon du crime ». Dans sa pièce, Gillette donne à Moriarty le prénom « Robert », alors que Conan Doyle prénomme ultérieurement son personnage « James » puisque le prénom de Moriarty n'est pas mentionné dans Le Dernier Problème.
L'arrestation de Moriarty dans la version originale de la pièce (et non dans la traduction française de Pierre Decourcelle) s'inspire de l'arrestation de Jefferson Hope dans Une étude en rouge (1887), où Sherlock Holmes parvient à passer les menottes au cocher avec une telle rapidité que ce dernier n'a pas le temps de retirer ses mains.
De courtes répliques sont issues d'autres aventures du canon holmésien, notamment du Le Mystère du val Boscombe pour la réplique de Holmes à Watson au sujet de sa joue droite mal rasée et du Signe des quatre lorsque Watson demande à Holmes s'il compte se droguer avec de la morphine ou de la cocaïne, question à laquelle Holmes répond qu'il utilise une solution de cocaïne à sept pour cent.
De manière plus générale, Gillette donne à Sherlock Holmes un caractère proche de celui que lui avait conféré Conan Doyle dans ses écrits : Henry Zecher remarque que le détective fume constamment, se drogue et semble toujours décontracté et sûr de lui, avec une pointe d'arrogance, y compris dans les situations les plus dangereuses. Néanmoins, le Sherlock Holmes de Gillette exprime à plusieurs reprises ses sentiments amoureux envers Alice Faulkner, tandis que le Sherlock Holmes de Conan Doyle ne manifeste guère d'inclination pour les femmes qu'il rencontre, et ses sentiments envers Irène Adler restent inavoués bien que sous-entendus.

### Réécritures ultérieures du texte
Au fil des années et des représentations, William Gillette reprend plusieurs fois le texte de la pièce pour y apporter des modifications parfois importantes. Il existe ainsi plusieurs versions manuscrites de la pièce en anglais. La plupart de ces versions « transitoires » n'ont pas été publiées : la pièce a longtemps été jouée sans être vendue en librairie dans les pays anglo-saxons, et la première version en volume destinée au grand public américain n'a été publiée que très tardivement, aux French's Acting Editions en 1922. Une seconde édition intégrant les dernières modifications de Gillette a été publiée en 1935.
De manière générale, les changements effectués par Gillette dans la pièce au fil du temps sont des coupures du texte d'origine pour gagner en rapidité et en intensité. Certaines répliques ont été raccourcies voire entièrement supprimées. Le dernier acte a été le plus retravaillé par Gillette au fil des ans, notamment le dernier dialogue entre Sherlock Holmes et Alice Faulkner précédant leur étreinte. Dans une version intermédiaire, Sherlock Holmes et Alice évoquent leur projet de mariage, contrairement à la version d'origine. Dans une version de 1929, l'évocation du mariage est de nouveau supprimée et Gillette donne à Alice une attitude beaucoup plus convaincue dans l'expression de ses sentiments pour le détective, tandis que ce dernier parle peu et n'a pas le mot de la fin. Ces changements tardifs étaient destinés à s'adapter au grand âge de William Gillette, approchant des 75 ans, qui ne pouvait pas décemment tenir sur scène un discours empreint de profonds sentiments amoureux envers le personnage d'Alice joué par une actrice jeune.
Les didascalies ont aussi été raccourcies au fil des versions. La version d'origine en comportait de très nombreuses concernant des gestes parfois anodins des acteurs sur scène.

### Traductions
La pièce est traduite et jouée dès 1902 en Suède (Sherlock Holmes. Folkskådespel i 5 akter) et en Norvège (Sherlock Holmes og forbrydernes konge: Detektivkomedie i 5 Akter), avec respectivement Hr. Bergendorff et Ingolf Schanche dans le rôle de Sherlock Holmes,. En 1906, la pièce est traduite et jouée dans l'Empire allemand, où l'acteur Lothar Mayring endosse l'habit du détective,.

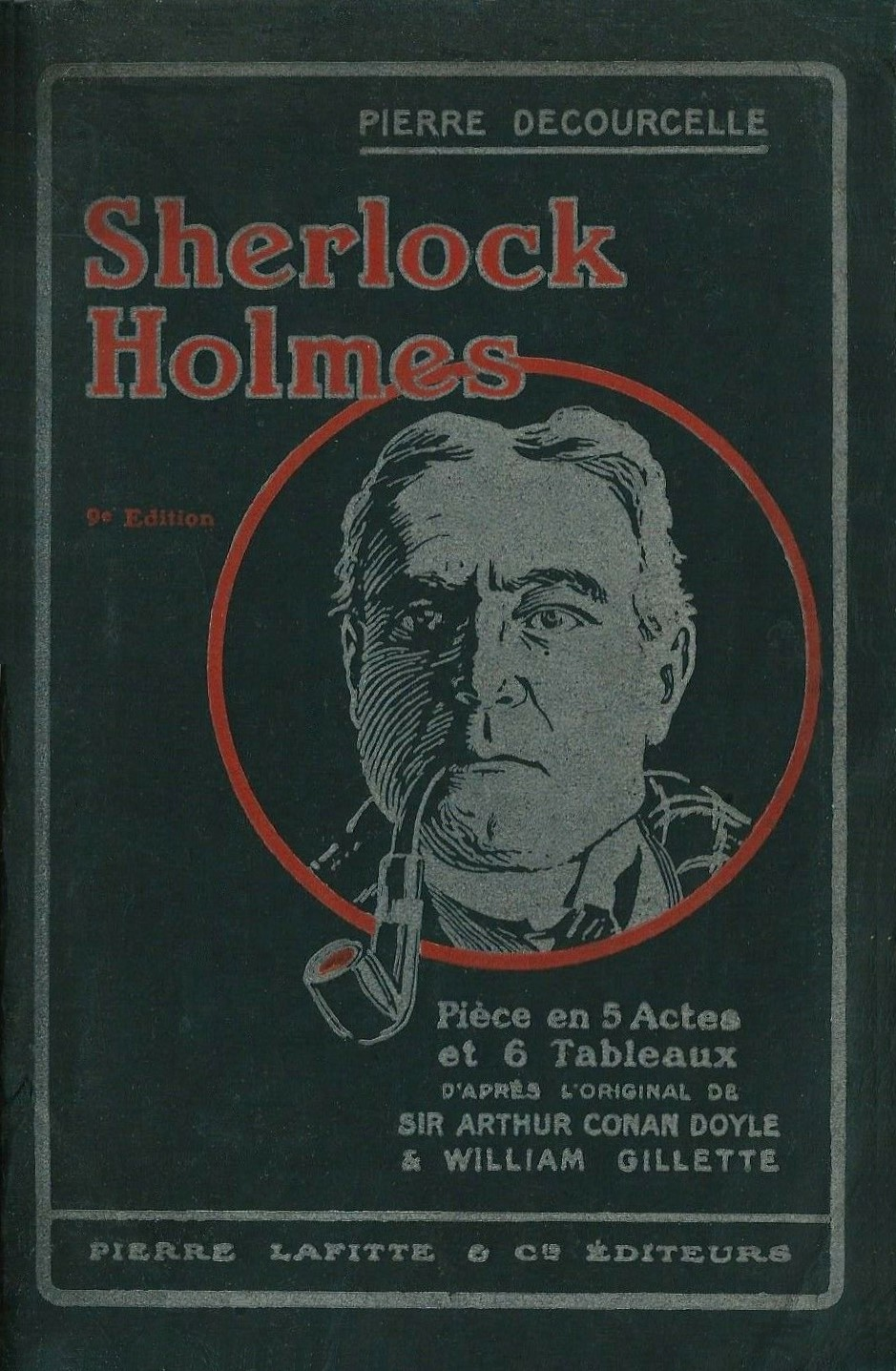
Couverture originale de l'édition française, 1907.

La pièce est traduite en français en 1907 par Pierre Decourcelle, et cette traduction diffère de manière importante par rapport à la version originale.
De manière formelle, Pierre Decourcelle divise chaque acte en plusieurs scènes selon la pratique française (lors de l'entrée ou de la sortie de personnages majeurs), ce qui n'est pas le cas de la version originale. Dans la version d'origine, seul l'acte II est divisé en deux longues scènes, l'une se déroulant dans le cabinet du professeur Moriarty, l'autre au 221B Baker Street. Toujours pour respecter la pratique française, Pierre Decourcelle divise l'acte II d'origine en deux actes distincts du fait du changement de décor : la seconde scène du second acte en anglais devient ainsi l'acte III en français, engendrant un décalage dans la numérotation des actes (la version française comporte ainsi cinq actes et non quatre). Toujours de manière formelle, Pierre Decourcelle change le nom de la plupart des personnages sans pour autant les franciser.
Pierre Decourcelle invente, dans le dernier acte de sa traduction, une fin différente de celle d'origine. Le professeur Moriarty se fait arrêter dans des conditions très différentes de la version de Gillette, et une séquence inspirée de La Maison vide précède cette arrestation. L'ajout de cette séquence s'explique par la publication de La Maison vide en 1903 (quatre ans avant la traduction) et par l'importance que cette nouvelle revêt dans le canon holmésien quant à la confrontation entre Sherlock Holmes et le professeur Moriarty. Contrairement à la nouvelle d'origine, ce n'est pas le colonel Sebastian Moran mais le professeur Moriarty qui tire sur la silhouette de Holmes par la fenêtre d'une maison vide, et cette maison est située en face du cabinet de Watson et non dans Baker Street.
À l'exception du dernier acte réinventé, la traduction française est généralement fidèle au texte d'origine. Cependant, certains dialogues sont ajoutés, supprimés, ou remaniés par le traducteur. Parmi les ajouts de Pierre Decourcelle se trouve notamment l'évocation explicite du mariage entre Holmes et Alice, se concrétisant par un baiser entre les deux amants, contrairement à la version d'origine qui se termine par une simple étreinte. Deux ajouts notables se trouvent à l'acte III lorsque Sherlock Holmes fait, au sujet du frère alcoolique de Watson, une déduction directement issue du premier chapitre du Signe des quatre, et lorsque Billy explique avoir été victime d'une tentative d'assassinat barbare impliquant une automobile (Billy a seulement été molesté dans la version d'origine). L'acte II a également été remanié par le traducteur : lorsque Sidney Prince et les Larrabee entrent dans le cabinet de Moriarty, ce dernier est d'abord caché dans la version d'origine, tandis qu'il se montre immédiatement à visage découvert dans la version française.
Plusieurs modifications dans la traduction de Decourcelle concernent l'expression orale des personnages. Lorsque Holmes entre chez Watson déguisé en prêtre, il s'exprime bruyamment avec un accent italien (« Qué zé souffre... Piano ! Zé vous en supplie... Pianissimo ! », acte V, scène 3) absent de la version de Gillette. De même, Decourcelle précise en didascalies que le comte Stalhberg et le baron d'Altenheim ont un accent allemand, mention absente dans la version anglaise. Néanmoins, il est précisé au premier acte dans la version de Gillette que les Larrabee ont rencontré Alice à Hambourg, ce qui lie les aristocrates à la haute noblesse allemande, tandis que Pierre Decourcelle remplace Hambourg par Ostende. Dans la version d'origine, Gillette donne à Thérèse un très fort accent français (« Ah, zhat eez it! », premier acte) que le traducteur n'a pas pu retranscrire dans la version française. De même, Sidney Prince s'exprime dans un anglais populaire (« I 'ardly expected you'd be doin' the 'igh tone thing over 'ere », premier acte) sur lequel le traducteur insiste peu.

## Représentations

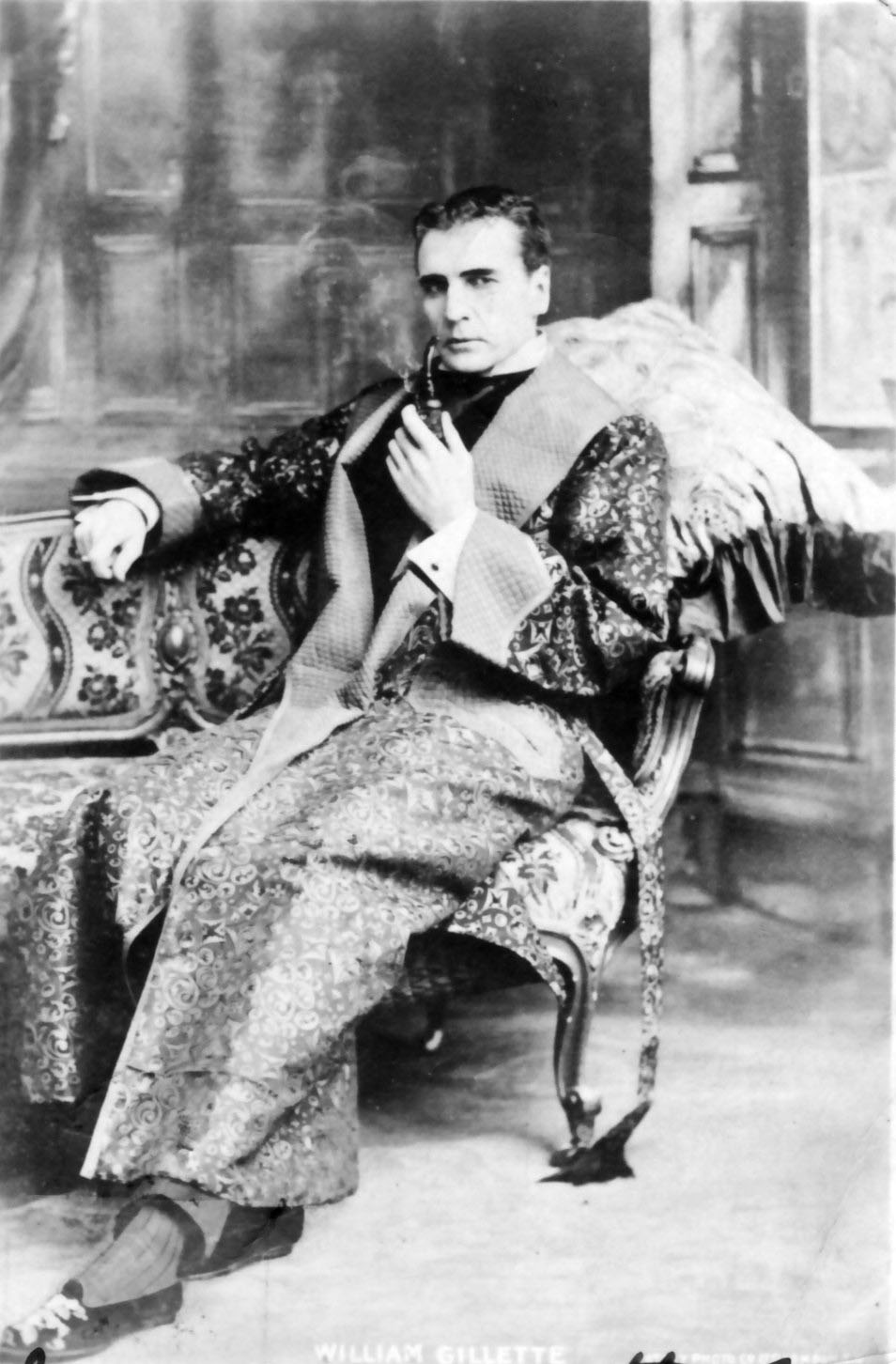
William Gillette costumé en Sherlock Holmes vers 1899.

La pièce reste profondément associée à William Gillette, qui joue le personnage de Sherlock Holmes lors des premières représentations de la pièce, puis lors de nombreuses représentations ultérieures.
Une première représentation est donnée au Duke of York's Theatre de Londres le 12 juin 1899,. Pour des raisons de copyright, la pièce n'est jouée qu'une seule fois à Londres avant que Gillette reparte en Amérique,.
De retour aux États-Unis, William Gillette donne dans un premier temps trois représentations de la pièce au Star Theatre de Buffalo à New York à partir du 24 octobre 1899, devant un public de plusieurs centaines de personnes. La première représentation à Broadway est donnée le 6 novembre 1899 au Garrick Theatre. La pièce y est jouée environ 150 fois jusqu'en juin 1900, puis, grâce au succès que la pièce remporte, une tournée est entreprise dans l'ensemble des États-Unis jusqu'à l'été 1901. La tournée est un succès (les recettes dépassent 1 500 000 $), et Gillette décide d'entreprendre une tournée londonienne à partir de septembre 1901. La pièce est jouée une première fois à l'essai le 2 septembre 1901 au Shakespeare Theatre de Liverpool, avant d'être officiellement à l'affiche du Lyceum Theatre de Londres le 9 septembre 1901. Elle rencontre un aussi franc succès qu'outre-Atlantique,, bien que l'acoustique du Lyceum ne soit pas excellente et que les représentations soient parfois émaillées de cris de spectateurs demandant à William Gillette de parler plus fort pour être entendu. La tournée londonienne rapporte environ 2 000 £ par semaine et profite du succès du Chien des Baskerville, qui paraît en épisodes dans The Strand Magazine entre août 1901 et avril 1902. La tournée londonienne se termine le 11 avril 1902, puis une tournée de six semaines est entreprise en Angleterre et en Écosse. Gillette rentre épuisé aux États-Unis en juin 1902.
La carrière de William Gillette est par la suite intimement liée au personnage de Sherlock Holmes : Gillette continue de jouer la pièce à de nombreuses reprises pendant presque trente-cinq ans dans différents pays anglophones, et interprète Holmes au théâtre à plus de 1 300 reprises dans sa carrière. Gillette reprend notamment le rôle lors de tournées de la pièce effectuées en 1905, 1906, 1910, 1915, 1923 et 1929-1930 aux États-Unis,. Lors de la tournée de novembre 1929 à mai 1930, Gillette est âgé de 74 ans et craint dans un premier temps de ne pas supporter le stress engendré par les représentations. Il incarne le détective pour la dernière fois sur scène le 19 mars 1932 à Wilmington (Delaware).

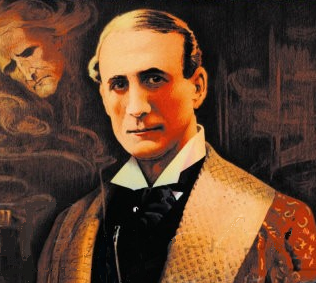
Harry Arthur Saintsbury succède à William Gillette dans le rôle-titre, ici costumé en Holmes vers 1903.

Après la tournée de Gillette en Angleterre et en Écosse en 1902, c'est l'acteur anglais Harry Arthur Saintsbury qui reprend le rôle le Sherlock Holmes lors d'une tournée londonienne de la pièce. En 1903, aux côtés de Saintsbury, c'est le jeune acteur Charlie Chaplin, alors âgé de 13 ans, qui joue le groom Billy,.
La pièce est créée en France pour la première fois en 1907, au théâtre Antoine de Paris selon une traduction et une adaptation de Pierre Decourcelle. Firmin Gémier interprète Sherlock Holmes et Harry Baur incarne le professeur Moriarty tandis qu'Yvonne de Bray joue le personnage d'Alice Brent. Le texte est publié en feuilletons dans Je sais tout (février-avril 1908).
La pièce est montée au Cosmopolitan Theatre de Broadway en 1928 avec Robert Warwick dans le rôle du détective pour une série de 16 représentations. La pièce a ensuite été peu représentée, à l'exception d'une grande reprise par le Broadhurst Theatre de Broadway avec John Wood dans le rôle de Sherlock Holmes entre novembre 1974 et janvier 1976 : quinze mois au cours desquels John Wood interprète 471 fois le détective. À la même époque, la pièce connaît différentes représentations de plus faible ampleur avec John Neville, Robert Stephens et Leonard Nimoy dans le rôle-titre.
La pièce revient en France en 1982 au théâtre de Boulogne-Billancourt, adaptée par Guy Dumur, avec Paul Guers dans le rôle de Sherlock Holmes. L'adaptation de Guy Dumur est aussi liée à un téléfilm qui sort la même année en France, et les personnages portent les noms d'origine donnés par William Gillette (Alice Faulkner, Larrabee...), et non ceux qu'a donnés Pierre Decourcelle dans sa traduction de 1907 (Alice Brent, Orlebar...).

## Accueil critique
Lors des premières représentations, la pièce est acclamée par la presse et le public applaudit vigoureusement le spectacle. Alan Dale, du New York Journal and Advertiser, salue l'atmosphère et la musique angoissantes ainsi que la qualité du mélodrame, et écrit, textuellement : « it was really the creme de la creme of Sherlock Holmes » (« C'était vraiment la crème de la crème de Sherlock Holmes »). Lors de la tournée londonienne de 1901, la pièce reçoit des critiques généralement aussi favorables qu'aux États-Unis. Le jeu de Gillette plaît principalement pour le caractère à la fois décontracté et vigilant qu'il parvient à conférer au personnage qu'il joue.
Néanmoins, plusieurs points négatifs sont relevés par les critiques : certains passages de la pièce sont jugés peu crédibles car les adversaires du détective se font trop facilement arrêter, en particulier le professeur Moriarty. La déclaration d'amour entre Holmes et Alice Faulkner est aussi parfois jugée improbable et précipitée, et certains holmésiens sont déçus par cette scène finale qui s'éloigne fortement de l'attitude classique du détective. Une critique plus négative est formulée par A.H. Quinn dans son ouvrage History of the American Drama, affirmant que la pièce n'est intéressante que pour le jeu remarquable de Gillette, qui occulte entièrement les autres personnages.
Selon Rosemary Cullen et Don B. Wilmeth, l'acte le plus apprécié du public (et considéré comme le plus célèbre) est celui qui se déroule dans la « Chambre du Sommeil » (Stepney Gas Chamber), quand Sherlock Holmes doit racheter les lettres à James Larrabee. Henry Zecher confirme que cet acte est perçu comme « le plus excitant » de la pièce, notamment avec le rebondissement final où Holmes parvient à échapper à ses adversaires par une diversion. Parmi les passages qui font aussi réagir le public se trouve notamment la fin de l'acte précédent lorsque Moriarty tire plusieurs fois à vide sur Sherlock Holmes. La clôture de cet acte sur une réplique désinvolte de Sherlock Holmes envers Billy (« You're a good boy » (« Tu es un bon garçon »)), alors que ce dernier a failli se faire tuer, semble choquer l'assistance qui murmure souvent pendant l'entracte qui suit,.
Toujours selon Rosemary Cullen et Don B. Wilmeth, le succès de la pièce de Gillette est principalement dû au suspense de l'intrigue ainsi qu'au travail technique sur les lumières. Les auteurs qualifient l'utilisation des lumières de « révolutionnaire pour l'époque » : pour amplifier l'atmosphère mystérieuse, chaque acte débute et se termine par une augmentation ou une diminution progressive de l'éclairage. Cette utilisation des lumières est devenue un argument de publicité pour la pièce : lors de sa première tournée en Angleterre, une affiche est diffusée avec la mention « with the Lyceum lighting effects » (« avec les effets de lumière du Lyceum »), signe, aussi indirect que probant, que les effets de lumière avaient été appréciés du public lors des représentations londonienne au Lyceum Theatre.

## Adaptations

### Cinéma et télévision

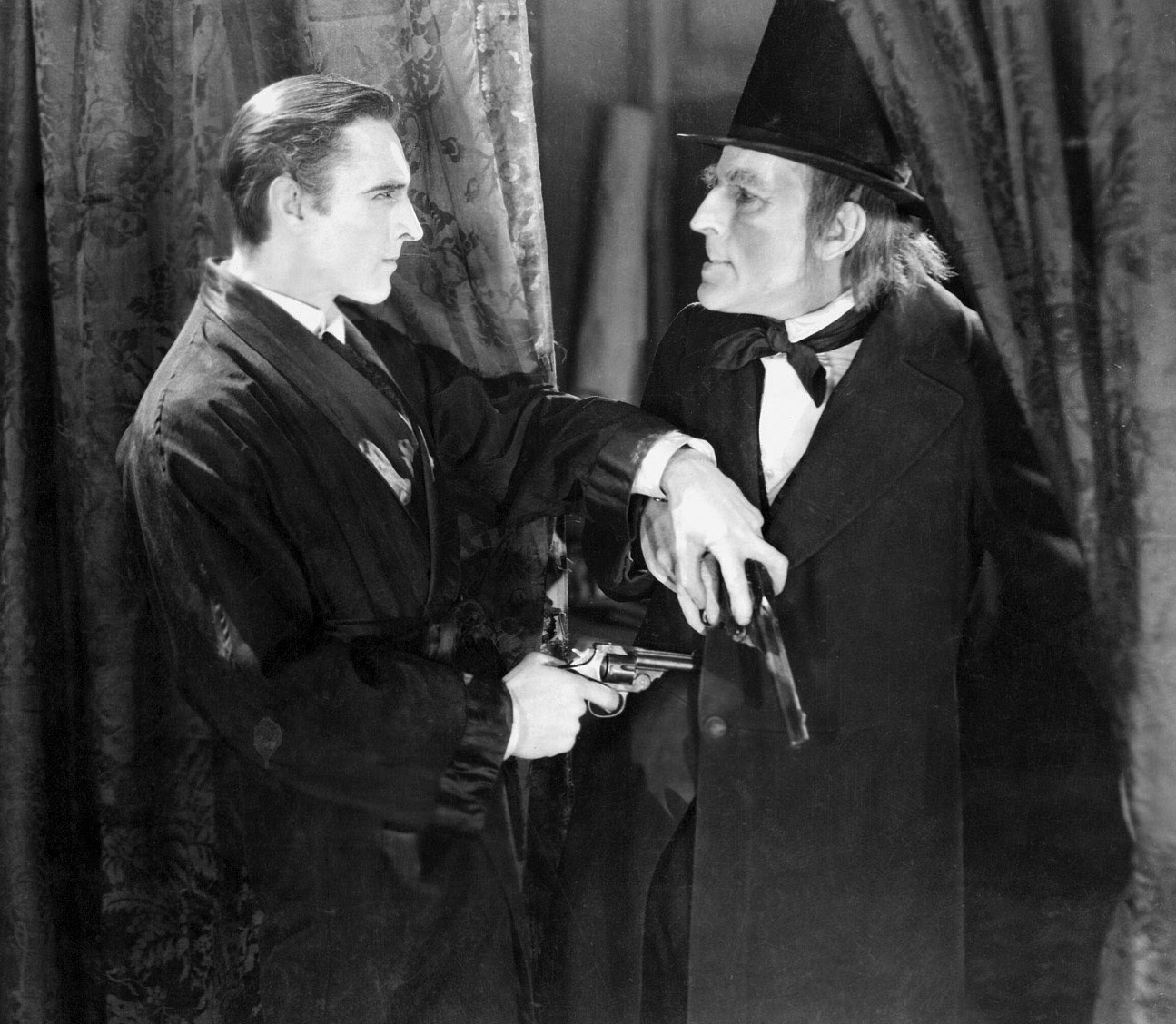
Sherlock Holmes (John Barrymore, gauche) menace Moriarty (Gustav von Seyffertitz, droite) dans une adaptation de 1922.

La pièce de théâtre a connu plusieurs adaptations sur grand écran. En 1916, William Gillette a joué dans une adaptation filmée de sa pièce. Le film, intitulé Sherlock Holmes, a longtemps été considéré comme un film perdu avant d'être retrouvé en 2014 dans les collections de la Cinémathèque française et restauré dans la foulée,. La pièce a de nouveau été adaptée sur grand écran en 1922, dans un film également intitulé Sherlock Holmes contre Moriarty, où le rôle-titre est joué par John Barrymore. Ce film a été considéré comme perdu jusqu'à ce qu'une grande partie de la pellicule soit redécouverte dans les années 1970, puis restaurée. La pièce a connu une troisième adaptation au cinéma en 1932, toujours intitulée Sherlock Holmes, avec Clive Brook dans le rôle du détective.
En 1939, le film américain Sherlock Holmes, second film de la série dans laquelle Basil Rathbone incarne Holmes et Nigel Bruce le docteur Watson, est annoncé comme une adaptation de la pièce de 1899. Cependant, l'intrigue du film comporte très peu de points communs avec la pièce d'origine.
En 1967, la pièce connaît une adaptation télévisée en France diffusée sur la première chaîne de l'ORTF à l'occasion de Noël. Le téléfilm est intitulé Une aventure de Sherlock Holmes et consiste en une adaptation très fidèle de la pièce de théâtre dans sa version traduite en 1907 par Pierre Decourcelle : la plupart des répliques sont directement issues de cette traduction, et les didascalies sont respectées. Sherlock Holmes est interprété par Jacques François, Moriarty par Grégoire Aslan, Watson par Jacques Alric, et Alice Brent par Édith Scob. Le téléfilm est disponible en téléchargement sur le site des archives de l'INA.
En 1982, la pièce connaît une autre adaptation télévisée en France, réalisée par Jean Hennin, selon l'adaptation de Guy Dumur. Le téléfilm est diffusé le 5 octobre 1982, avec Paul Guers dans le rôle de Holmes et François Maistre dans celui de Moriarty (les mêmes acteurs jouent aussi la pièce au théâtre la même année).

### Radio
Le 18 novembre 1935, William Gillette (âgé de 82 ans) joue le personnage de Sherlock Holmes dans une adaptation radiophonique de la pièce diffusée sur WABC, une station de radio new-yorkaise. L'adaptation diffusée dans l'émission Lux Radio Theater dure cinquante minutes. Le New York Times exprime son enthousiasme envers la qualité de cette interprétation aujourd'hui perdue, et souligne que « Gillette est toujours le meilleur » pour interpréter Holmes, en dépit de son grand âge.
La pièce connaît une seconde adaptation américaine d'une heure le 25 septembre 1938 dans l'émission The Mercury Theatre on the Air de CBS Radio, produite de juillet à décembre 1938 par Orson Welles. Ce dernier prête sa voix à Sherlock Holmes tandis que Ray Collins joue le docteur Watson.
La BBC Radio réalise la première adaptation radiophonique de la pièce en 1953, avec Carleton Hobbs dans le rôle de Sherlock Holmes et Norman Shelley dans celui de Watson. L'enregistrement fait partie d'une série de quatre-vingts adaptations radiophoniques des aventures de Sherlock Holmes avec Carleton Hobbs dans le rôle du détective.
En 2006, The Old Court Radio Theatre Company joue la pièce en deux émissions d'environ cinquante minutes chacune, diffusées au format MP3 sur Internet. Holmes est joué par Jim Crozier et Watson par Dave Hawkes.

### Bande dessinée
La pièce est adaptée en 2009 par Bret M. Herholz en une bande dessinée de 128 pages intitulée The Painfull Predicament of Alice Faulkner, publiée chez Alterna Comics. L'adaptation est fidèle à l'intrigue d'origine, tout en introduisant Mycroft Holmes sous forme de caméo, et en modifiant certains détails en fin d'intrigue : Moriarty, déguisé en policier de Scotland Yard, est arrêté à Baker Street. La bande dessinée n'a pas été traduite en français.

### Parodies
Dès sa sortie en 1899, la pièce de Gillette est parodiée dans une comédie musicale intitulée The Remarkable Pipe Dream of Mr. Shylock Holmes. En 1901, la pièce est parodiée au théâtre par Malcolm Watson et Edward Spence dans une pièce intitulée Sheerluck Jones, or Why D'Gillette Him Off?, jouée au Terry's Theatre de Londres du 29 octobre 1901 au 1er février 1902,. L'acteur Clarence Blakiston incarne « Sheerluck Jones », et son jeu consiste principalement à imiter les attitudes et les répliques de William Gillette dans la pièce Sherlock Holmes.

## Postérité
La pièce a eu un certain impact culturel aux États-Unis en y popularisant Sherlock Holmes sous les traits de William Gillette auprès de la génération précédant celle qui, à partir des années 1940, associa le détective à l'acteur Basil Rathbone.
L'impact culturel le plus notable de la prestation de Gillette est la représentation du détective affublé d'une pipe recourbée. Dans de nombreuses aventures, Conan Doyle écrit bien que Sherlock Holmes fume la pipe, et même trois pipes différentes dans l'ensemble du canon holmésien : une pipe en terre de couleur noire, une pipe en bruyère, et une pipe en merisier ; il s'agit de pipes droites, et non de pipes recourbées. Sidney Paget, illustrateur des premières nouvelles du détective ayant beaucoup contribué à façonner son image, représentait aussi Holmes avec une pipe droite. Néanmoins, Gillette se rendit compte qu'il était plus facile de prononcer ses répliques avec une pipe recourbée qu'avec une pipe droite. Il adopta donc une pipe recourbée lors de ses représentations, popularisant jusqu'à nos jours cet attribut « non canonique ». Par ailleurs, Holmes apparaît dans cette pièce vêtu d'une robe de chambre à fleurs lorsqu'il se trouve à Baker Street : ce nouvel attribut a lui aussi connu une importante postérité, notamment dans de nombreuses adaptations filmées.
Le groom de Sherlock Holmes au 221B Baker Street, que Gillette nomme « Billy », est repris ultérieurement par Conan Doyle avec le même nom dans deux nouvelles du détective : La Pierre de Mazarin (1921) et Le Problème du Pont de Thor (1922), ainsi que dans l'adaptation théâtrale du Ruban moucheté (1910) et dans la pièce Le Diamant de la couronne (1921).